# Donzère
 Donzère  (en español áurico, Donzera) es una población y comuna francesa, en la región de Ródano-Alpes, departamento de Drôme, en el distrito de Nyons y cantón de Pierrelatte.

## Demografía
| 2311 | 3334 | 3223 | 3915 | 4265 | 4379 |
| Para los censos de 1962 a 1999 la población legal corresponde a la población sin duplicidades (Fuente: INSEE [Consultar]) |      |      |      |      |      |